# Szabolcs Krizsán
Szabolcs Krizsán (ur. 5 lipca 1989) – węgierski judoka.
Uczestnik mistrzostw świata w 2013, 2014 i 2015. Startował w Pucharze Świata w latach 2007–2015, 2017 i 2018. Brązowy medalista mistrzostw Europy w 2014 roku.